# Popovac
Popovac es un municipio de Croacia en el condado de Osijek-Baranya.

## Geografía
Se encuentra a una altitud de 89 m s. n. m. a 314 km de la capital nacional, Zagreb.

## Demografía
En el censo 2011 el total de población del municipio fue de 2084 habitantes, distribuidos en las siguientes localidades:
- Branjina - 322
- Kneževo - 803
- Popovac - 959

| Gráfica de población de Popovac 1857-2011                           |
|                                                                     |
| Según los censos de población de la oficina estadística de Croacia. |